# Tutti

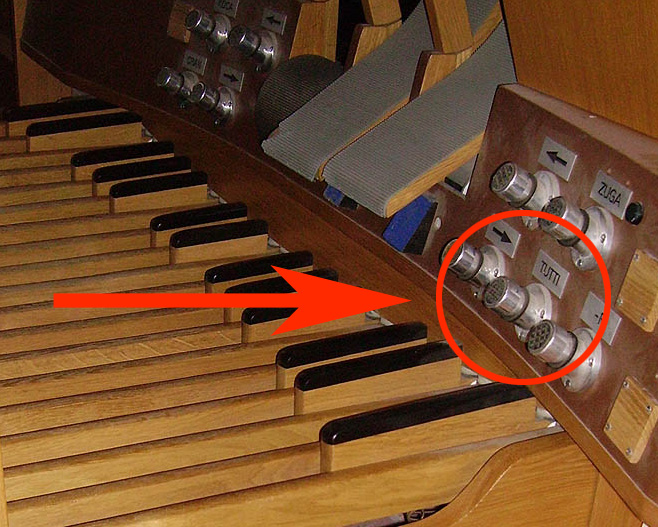
manubrium tutti w organach

Tutti (wł. wszyscy) – termin muzyczny wskazujący na udział wszystkich wykonawców w określonym dla danego utworu zespole orkiestrowym.
Terminem tutti określa się też partię orkiestry wykonywaną w trakcie pauzowania solisty w koncertach i innych utworach przeznaczonych dla solisty i orkiestry.
W grze organowej tutti oznacza użycie wszystkich rejestrów łącznie, także nazwę specjalnego manubrium, włączającego wszystkie rejestry.